# Phytometra confinisalis
Phytometra confinisalis là một loài bướm đêm trong họ Erebidae.